# Gertrude Elizabeth Blood
Gertrude Elizabeth Campbell, née Blood le 3 mai 1857 et morte le 1er novembre 1911, est une journaliste, auteure, dramaturge et éditrice d'origine irlandaise. Elle était mariée à Lord Colin Campbell (homme politique), beau-frère de la princesse Louise du Royaume-Uni (1848-1939), quatrième fille de la reine Victoria.

## Jeunesse
Ses parents sont le propriétaire foncier irlandais Edmund Maghlin Blood (1815, Brickhill, comté de Clare-1891, Chelsea) et Mary Amy Fergusson (1815, Leixlip, comté de Kildare - 8 octobre 1899, Chelsea) qui se sont mariés en 1851. La famille Blood possède des domaines dans le comté de Clare depuis le règne d'Élisabeth Ire reine d'Angleterre. Edmund et Mary ont trois enfants : Neptune William (né le 7 juillet 1853), Mary Beatrice (née vers 1855) et Gertrude Elizabeth.

## Mariage

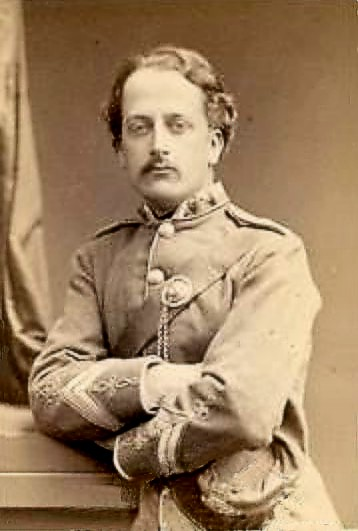
Lord Colin Campbell, 1890.

Gertrude rencontre Lord Colin Campbell en octobre 1880 alors qu'il rend visite à des amis en Écosse ; ils se fiancent en quelques jours. Le couple se marie le 21 juillet 1881.
Lord Colin est né le 9 mars 1853, cinquième fils de George Campbell (8e duc d'Argyll) et de Lady Elizabeth Georgiana Sutherland-Leveson-Gower. Il est diplômé en droit (LL. B.), est député de l'Argyllshire de 1878 à 1885 et commence à exercer comme avocat en 1886.
Le mariage est reporté deux fois par Lord Colin en raison de ses problèmes de santé, et lorsqu'il propose un contrat de mariage, exigeant d'être soigné jusqu'à ce que son médecin estime qu'il aille assez bien pour consommer le mariage, Edmund Blood soupçonne le pire et demande ouvertement si Lord Colin souffre de « cette maladie répugnante », un euphémisme pour une infection sexuellement transmissible. La mère de Gertrude veut que les projets de mariage se poursuivent, peut-être parce que cela fournirait une entrée dans ce qu'elle considère comme des cercles sociaux élevés. Le duc d'Argyll s'oppose à l'union, estimant que son fils se marierait en dessous de sa condition.
Le mariage a lieu en juillet 1881, les Campbell s'installant par la suite au 79 Cadogan Place à Londres. On découvrit plus tard que Lord Colin avait effectivement une maladie vénérienne et avait infecté Gertrude. On suppose généralement qu'il avait la syphilis, mais il n'y a aucune preuve concluante quant à la nature de la maladie.

## Séparation et divorce
Gertrude obtient une séparation de corps de Lord Colin en 1884 (plus tard confirmée en appel) pour cruauté, car il l'a sciemment infectée.
À la fin de 1884, les deux parties demandent le divorce, bien que le procès n'ait eu lieu qu'à la fin de 1886. Lord Colin accuse sa femme d'adultère, citant quatre noms : George Spencer-Churchill (8e duc de Marlborough), fils du John Spencer-Churchill (7e duc de Marlborough), pour adultère notoire ; Sir Eyre Shaw, le chef de la Metropolitan Fire Brigade ; Sir William Francis Butler, célèbre soldat, aventurier et auteur ; et Thomas Bird, le médecin qui a traité à la fois Lord et Lady Campbell. William Gully (1er vicomte Selby), futur Président de la Chambre des communes du Royaume-Uni est son avocat. Gertrude est défendue par Sir Charles Russell (baron Russell de Killowen).
Harry Furniss, l'illustrateur, est présent pendant le procès, réalisant de nombreux portraits des personnalités impliquées pour les quotidiens. La procédure comprend une visite du jury au domicile londonien des Campbell pour vérifier le témoignage du majordome sur le fait d'avoir été témoin à travers un trou de serrure des rencontres de Lady Colin avec d'autres hommes. Son divorce étant refusé, le couple reste marié jusqu'à la mort de Lord Colin en 1895 de sa « répugnante maladie ». En Grande-Bretagne, les mutoscopes sont devenus connus sous le nom des machines « What the Butler Saw » en référence à l'affaire.
Les parents de Blood avaient connu un vie calme et respectable qui est bouleversée par le long et scandaleux procès de divorce de leur fille avec ses révélations lubriques.
Christabel Pankhurst a déclaré à propos du fait que Gertrude Blood s'était vu refuser le divorce : « Selon la loi humaine, une femme qui est même une fois infidèle à son mari lui a fait une blessure qui lui donne le droit de divorcer... D'un autre côté, un homme qui fréquente des prostituées, et le fait encore et encore tout au long de sa vie conjugale, n'a, selon la loi humaine, agi que conformément à la nature humaine, et personne ne peut le punir pour cela ».

## Vie ultérieure

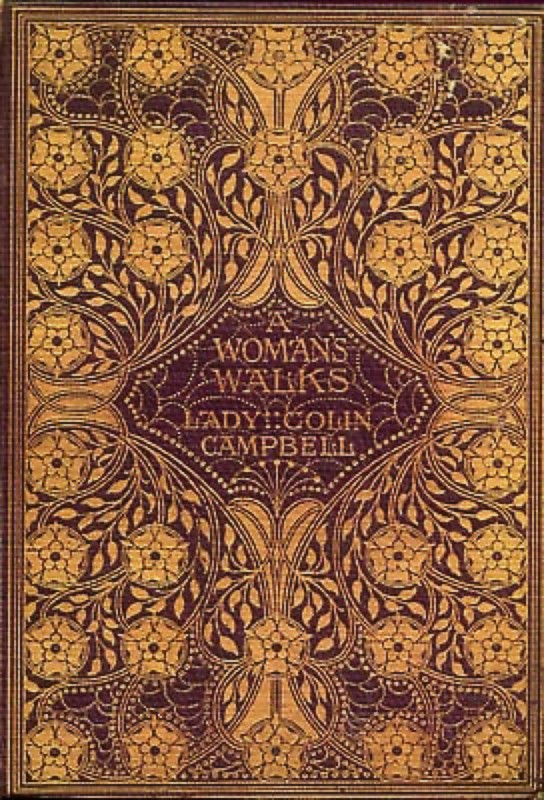
Couverture de A Woman's Walks, édition de 1903.

Une fois le procès terminé, Gertrude Blood entreprend de remodeler sa vie. Elle a toujours aimé l'écriture et se tourne facilement vers le journalisme, écrivant des chroniques sur l'art et les voyages, la mode, la musique et le théâtre, le sport et la pêche - l'un de ses passe-temps favoris. Ses autres talents comprennent la peinture, l'équitation, le cyclisme, la natation, une belle voix chantante, une excellente maîtrise du français et de l'italien (qu'elle parlait bien avant d'être initiée à l'anglais), un peu d'allemand, d'espagnol et d'arabe, et est reconnue comme experte en escrime. Elle contribue régulièrement aux colonnes de la Saturday Review et de la Pall Mall Gazette et édite ensuite le Ladies Field. Au cours de sa carrière, elle utilise les pseudonymes « Véra Tsaritsyn », « GE Brunefille » et « QED ».
Bien qu'ostracisée par les membres de la société même dont elle a rêvé de faire partie - ils ont resserré les rangs lorsqu'il est devenu évident qu'un membre de leur groupe était défié publiquement - sa vivacité, sa vision libérale, sa créativité et son esprit acerbe font d'elle un ajout bienvenu dans les milieux littéraires et artistiques. Elle est une confidente de Whistler qui l'a décrite dès sa première rencontre comme « la dame très belle et extrêmement aimable » ; George Bernard Shaw la considère comme une déesse. Sa relation avec Frank Harris et Oscar Wilde, qu'elle appelle « la grande limace blanche », est moins cordiale. Elle pose pour Whistler pour son tableau Harmony in White and Ivory : Portrait of Lady Colin Campbell, qui a été perdu ou délibérément détruit, et commande un portrait à Frank Duveneck, dont la future épouse, l'artiste Elizabeth Boott (1846–1888) est aussi une amie proche. Gertrude connait suffisamment Duveneck pour envoyer secrètement certaines de ses gravures vénitiennes à la première exposition de la New Society en 1881. Elle est considérée comme excentrique et Augustus Hare rapporte qu'elle « portait un serpent vivant autour de la gorge par temps chaud car cela garde le cou si frais ». Dans sa chronique du 20 octobre 1897 dans The World, elle écrit une pièce intitulée « Modern Gladiators » sous le nom de « Véra Tsaritsyn », sur le fait d'assister à la projection d'un film muet à l'Aquarium de Londres. Le film couvre le choc du titre mondial des poids lourds à Carson City entre James J. Corbett et Bob Fitzsimmons le 17 mars 1897. Sa description fait l'éloge du choc physique et souligne son plaisir sensuel.

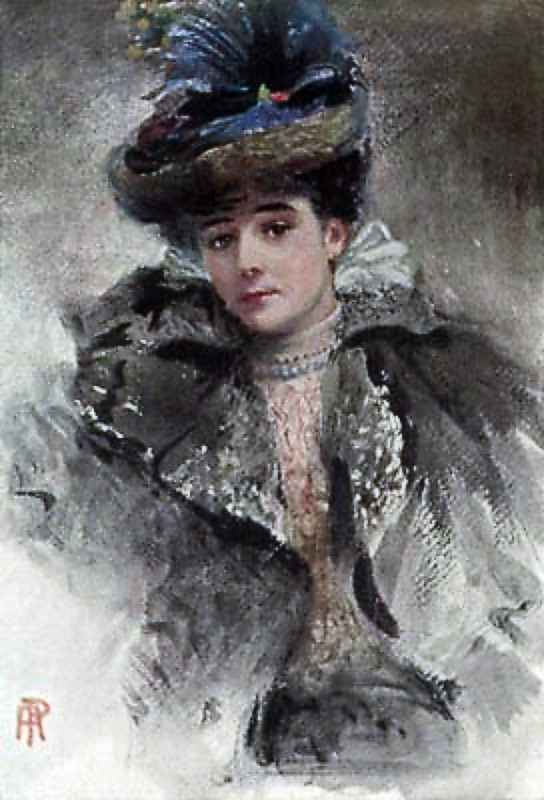
Dame Colin Campbell par Percy Anderson.

Shaw note dans son journal le 17 octobre 1889 qu'il a écrit à Edmund Yates pour lui demander de donner le poste de critique d'art au World à Lady Colin Campbell. Les critiques d'art et de musique facilement lisibles de Shaw paraissent régulièrement dans The World et The Star, mais comme il est très occupé, il démissionnerait volontiers de ce qu'il considère comme ennuyeux. Bien plus tard, il écrira à Frank Harris : « Depuis Lady Colin Campbell, j'ai été familiarisé avec les beautés célèbres et avec ce qui n'est en aucun cas la même chose, de très belles femmes. »
Shaw l'interviewe en 1893 et écrit: « Imaginez une dame avec un esprit foudroyant, un sens de l'humour impitoyable, une compétence en journalisme surpassant celle de n'importe quel intervieweur, un pouvoir humiliant et évident de vous compter d'un coup d'œil, et probablement de ne pas penser beaucoup à vous, une allure superbe qui apporte toute l'abjection de votre nature, et une beauté dont la simple renommée vous fait tomber dans une attitude d'hommage amateur galant qui remplit la mesure de votre confusion sournoise. La coutume veut que l'intervieweur décrive le sujet d'un entretien comme sa « victime ». Il n'est pas possible d'exprimer à quel point les tables ont été renversées à cette occasion. »
Gertrude Elizabeth Blood décède à Carlyle Mansions à Londres le 1er novembre 1911 après une longue maladie.

## Œuvres choisies
- Topo, A Tale About English Children in Italy London: Belfast, Marcus Ward & Co., 1876 sous le nom-de-plume GE Brunefille, illustré par Kate Greenaway
- Un livre du ruisseau qui coule et des eaux calmes (1885)
- Darell Blake, une étude : Trischler (1889) – roman
- Étiquette de la bonne société (1893) (éditeur)
- Le vestiaire de la dame (1893) (traducteur)
- A Woman's Walks - Londres: Eveleigh Nash, 1903 - une sélection d'essais publiés pour la première fois dans The World
- Bud and Blossom, pièce de théâtre
- L'été de la Saint-Martin, pièce de théâtre avec Clothilde Graves
- Un miracle chez les lapins